# Zerobaseone
Zerobaseone (kor. 제로베이스원; w skrócie ZB1) – południowokoreański boysband utworzony w ramach survivalowego reality show Boys Planet emitowanego przez Mnet w 2023 roku. Grupą zarządza Wake One Entertainment. Skład zespołu składa się z dziewięciu członków: Kim Ji-woong, Zhang Hao, Sung Han-bin, Seok Matthew, Kim Tae-rae, Ricky, Kim Gyu-vin, Park Gun-wook i Han Yu-jin. Zadebiutowali 10 lipca 2023 roku minialbumem Youth in the Shade.

## Nazwa
Zerobaseone reprezentuje „podróż dziewięciu stażystów do ukończenia jako jedność po ich debiucie”. Odwołuje się do „wspaniałego początku” dziewięciu członków, rozpoczynając od zera (0) i kończąc na jedności (1). Oznacza to zaangażowanie członków w dzielenie się z fanami nieukończoną podróżą ich grupy od zera do jedności. Skrót Zerobaseone to ZB1.

## Historia

### Boys Planet
Zerobaseone został utworzony w ramach reality show Boys Planet, emitowanego przez Mnet, które trwało od 2 lutego do 20 kwietnia 2023 roku. W programie wzięło udział 98 uczestników z różnych części świata, głównie z Korei Południowej, Chin, Hongkongu, Tajwanu, Japonii, Tajlandii, Wietnamu, Stanów Zjednoczonych i Kanady, aby rywalizować i zadebiutować w międzynarodowej grupie. Spośród początkowo 98 uczestników, tylko dziewięciu najwyżej ocenionych zostało wybrane do ostatecznego składu. Wszyscy członkowie zostali ogłoszeni w finale, który był transmitowany na żywo 20 kwietnia 2023 roku.
Przed wystąpieniem w programie kilku członków było już aktywnych w przemyśle rozrywkowym. Kim Ji-woong był członkiem chłopięcej grupy INX oraz aktywnym aktorem, który pojawił się w wielu serialach internetowych, takich jak Kissable Lips i Roommates of Poongduck 304. W 2021 roku Park Gun-wook brał udział w survivalowym reality show Wild Idol. Jednak nie udało mu się dostać do ostatecznego składu grupy TAN.

### 2023: Debiut zYouth in the ShadeiMelting Point
W kwietniu 2023 roku Wake One Entertainment ogłosiło, że Zerobaseone rozpoczęło przygotowania z celem debiutu w połowie tego roku.

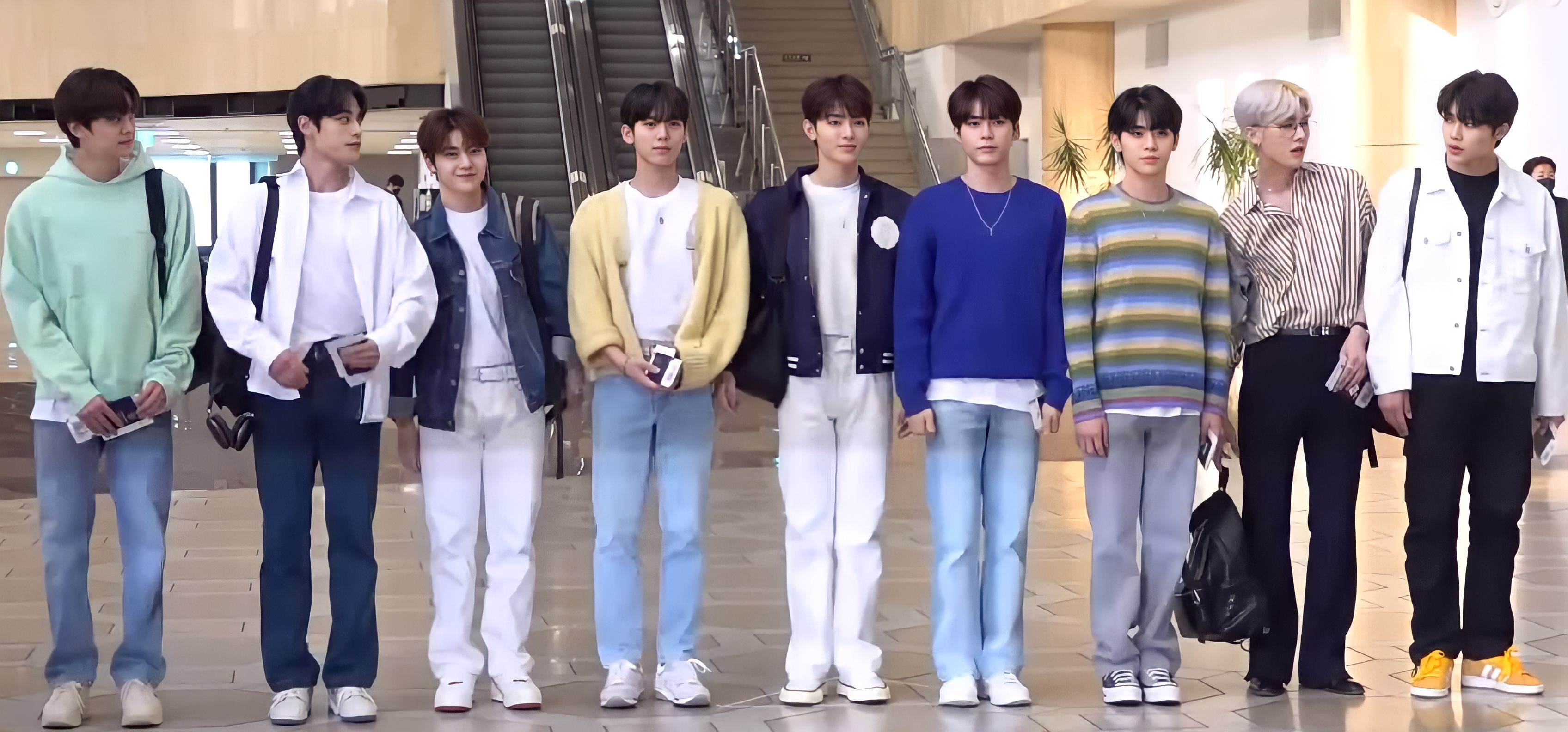
Zerobaseone na lotnisku Gimpo International Airport w drodze na KCON Japan 2023.

26 maja 2023 roku Wake One Entertainment potwierdziło, że Zerobaseone zadebiutuje w lipcu 2023 roku. 

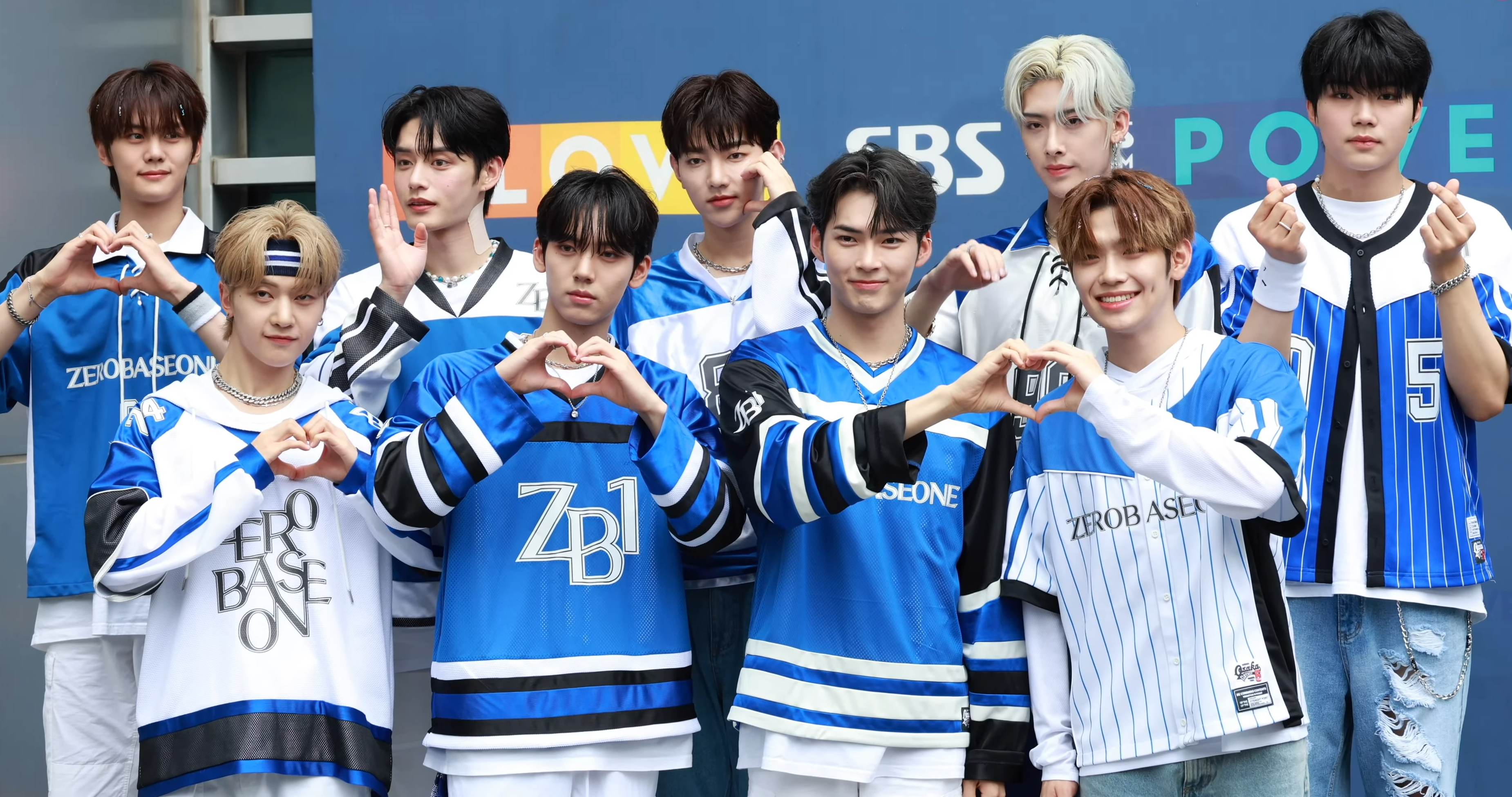
Zerobaseone w lipcu 2023 roku

22 czerwca 2023 roku emitowany był program reality show przed debiutem zespołu o nazwie Camp Zerobaseone na antenie Mnet. 26 czerwca album zgromadził ponad 780 000 zamówień w przedsprzedaży w ciągu pięciu dni, przekraczając 1,08 miliona egzemplarzy do 4 lipca, ustanawiając tym samym rekord największej liczby przedpremierowych zamówień na debiutancki album w historii k-popu. Zespół zadebiutował 10 lipca 2023 roku minialbumem Youth in the Shade. W związku z ich debiutancką promocją, zaplanowano pierwszy koncert dla fanów grupy, który odbędzie się w Gocheok Sky Dome 15 sierpnia.
20 sierpnia ogłoszono, że Zerobaseone wydadzą swój drugi minialbum w listopadzie. 6 października poinformowano, że drugi minialbum zespołu, Melting Point, ukaże się 6 listopada. 26 października album przekroczył 1,7 miliona zamówień przedpremierowych, a według doniesień sprzedał się w ponad 2 milionach egzemplarzy w pierwszym tygodniu od premiery, czyniąc z zespołu pierwszą grupę K-pop, która osiągnęła taki wynik w roku debiutu.
29 listopada WakeOne potwierdziło, że Zerobaseone zadebiutują w Japonii i zorganizują spotkanie z fanami w Japonii pod szyldem Lapone Entertainment w marcu 2024 roku. Później ogłoszono, że japoński debiut zespołu odbędzie się 20 marca 2024 roku.

### 2024: Japoński debiut,You Had Me at Hello,Cinema Paradisei pierwsza trasa koncertowa
7 marca Zerobaseone wydali swój debiutancki japoński singiel „Yura Yura (Unmei no Hana)” (ゆらゆら -運命の花-) wraz z teledyskiem. Singiel odniósł komercyjny sukces, ustanawiając nowy rekord sprzedaży pierwszego dnia dla debiutanckiego singla artysty K-pop w Japonii, z wynikiem ponad 187 000 sprzedanych egzemplarzy. Uplasował się na pierwszym miejscu Oricon Weekly Singles Chart, osiągając ponad 302 000 sprzedanych kopii, co uczyniło Zerobaseone pierwszym zagranicznym artystą, który sprzedał ponad 300 000 egzemplarzy debiutanckiego singla w Japonii w pierwszym tygodniu.
31 marca Zerobaseone zaprezentowali film zapowiadający Summer Came Early na zakończenie swojego specjalnego występu podczas 2024 KCON w Hongkongu i ogłosili, że w maju 2024 roku wydadzą nowy koreański album. Później poinformowano, że będzie to trzeci minialbum zespołu zatytułowany You Had Me at Hello, z głównym singlem „Feel the Pop”, którego premiera zaplanowana jest na 13 maja, a całość poprzedzi utwór przedpremierowy „Sweat”, który ukaże się 24 kwietnia.

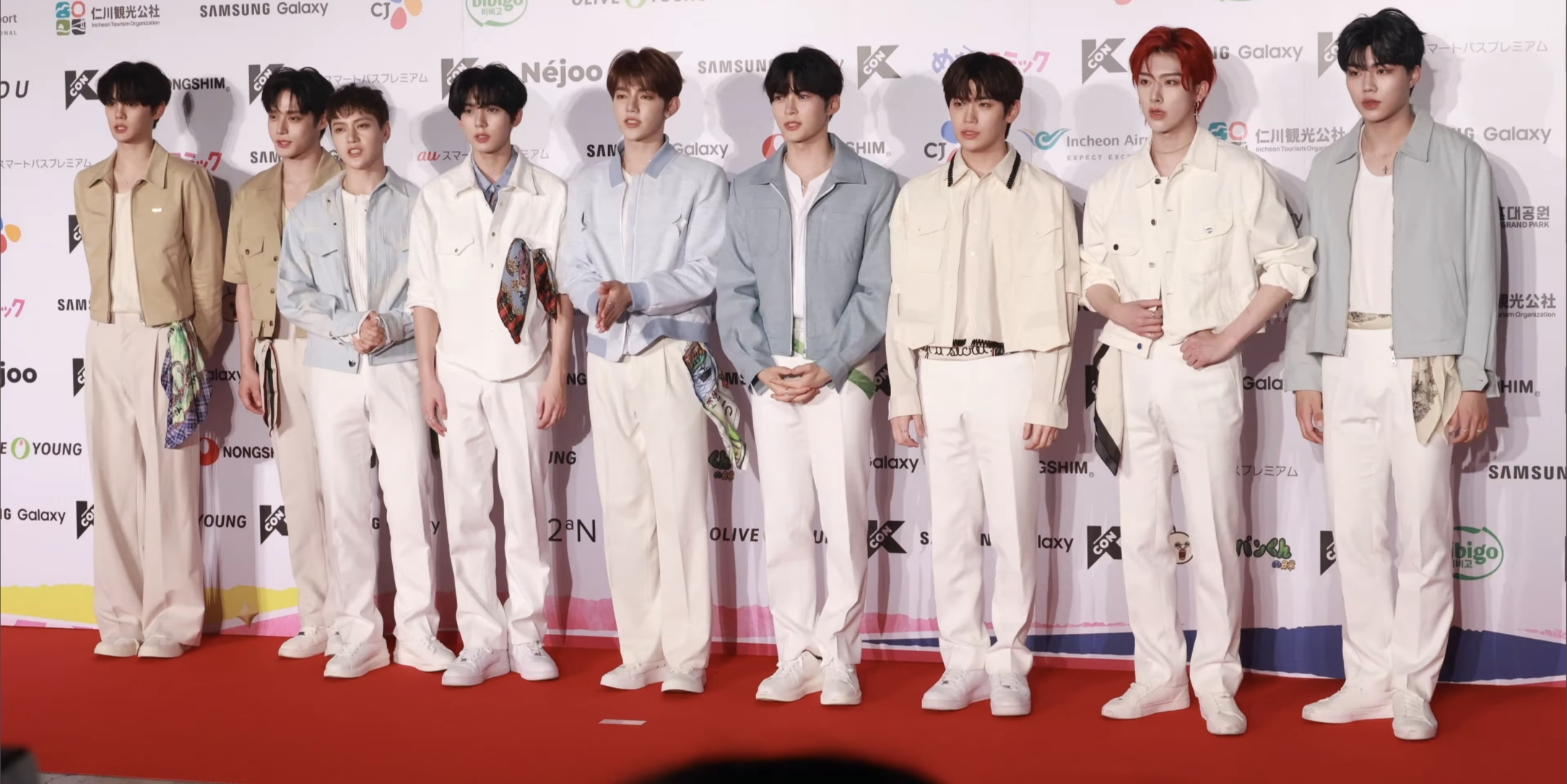
Zerobaseone na czerwonym dywanie KCON Japan 2024.

29 kwietnia Zerobaseone ogłosili harmonogram swojej pierwszej trasy koncertowej, która rozpocznie się w Seulu 20 września 2024 roku i zakończy w Kanagawie 5 grudnia 2024 roku. Ich czwarty minialbum, zatytułowany Cinema Paradise, ukazał się 26 sierpnia.
27 września ogłoszono, że Zerobaseone wydadzą singiel „Only One Story”, który posłuży jako nowy motyw otwierający do Rayquaza Rising, czwartego rozdziału serii Pokémon Horizons: The Series. Piosenka została wydana jako nowy opening 11 października, w dniu emisji 68. odcinka serii i pierwszego odcinka sagi Rayquaza Rising. Utwór znalazł się także na debiutanckim japońskim minialbumie zespołu, Prezent, który ukazał się 29 stycznia 2025 roku.

### Od 2025:PrezentiBlue Paradise
29 stycznia Zerobaseone wydali swój pierwszy japońskojęzyczny minialbum Prezent z utworem tytułowym „Now or Never”. Oprócz głównego singla oraz japońskich wersji wcześniejszych utworów tytułowych „Feel the Pop” i „Good So Bad”, album zawierał również piosenkę z soundtracku Pokémon Horizons: The Series „Only One Story” oraz trzy inne oryginalne japońskie utwory. Przed premierą Prezent Zerobaseone wydali 20 stycznia 2025 roku piosenkę „Doctor! Doctor!”, która służyła jako singiel przedpremierowy ich piątego koreańskojęzycznego minialbumu Blue Paradise. Z tytułowym utworem „Blue”, Blue Paradise ukazał się 24 lutego. Tego samego dnia poinformowano, że wytwórnia WakeOne rozważa przedłużenie kontraktu Zerobaseone.

## Członkowie
| Pseudonim     | Pseudonim | Prawdziwe imię              | Data urodzenia   | Pozycja |
| Latynizacja   | Hangul    | Prawdziwe imię              | Data urodzenia   | Pozycja |
| ------------- | --------- | --------------------------- | ---------------- | ------- |
| Sung Han-bin  | 성한빈    | Sung Han-bin (kor. 성한빈)  | 13 czerwca 2001  | lider   |
| Kim Ji-woong  | 김지웅    | Kim Ji-woong (kor. 김지웅)  | 14 grudnia 1998  |         |
| Zhāng Hào     | 장하오    | Zhāng Hào (chiń. 章昊)      | 25 lipca 2000    | center  |
| Seok Matthew  | 석매튜    | Matthew Seok                | 28 maja 2002     |         |
| Kim Tae-rae   | 김태래    | Kim Tae-rae (kor. 김태래)   | 14 lipca 2002    |         |
| Ricky         | 리키      | Shěn Quánruì (chiń. 沈泉锐) | 20 maja 2004     |         |
| Kim Gyu-vin   | 김규빈    | Kim Gyu-vin (kor. 김규빈)   | 30 sierpnia 2004 |         |
| Park Gun-wook | 박건욱    | Park Gun-wook (kor. 박건욱) | 10 stycznia 2005 |         |
| Han Yu-jin    | 한유진    | Han Yu-jin (kor. 한유진)    | 20 marca 2007    | maknae  |

## Dyskografia

### Minialbumy
| Rok        | Dane dot. albumu | Najwyższa pozycja | Najwyższa pozycja | Najwyższa pozycja | Najwyższa pozycja | Sprzedaż                          |
| Rok        | Dane dot. albumu | KOR (Circle)      | JPN (Oricon)      | JPN Hot           | US                | Sprzedaż                          |
| Koreańskie | Koreańskie | Koreańskie        | Koreańskie        | Koreańskie        | Koreańskie        | Koreańskie                        |
| ---------- | --- | ----------------- | ----------------- | ----------------- | ----------------- | --------------------------------- |
| 2023       | Youth in the Shade - Wydany: 10 lipca 2023 - Wytwórnia: Wake One Entertainment - Format: CD, digital download, streaming | 1                 | 2                 | 12                | –                 | - KOR: 2 034 594+ - JPN: 104 670+ |
| 2023       | Melting Point - Wydany: 6 listopada 2023 - Wytwórnia: Wake One Entertainment - Format: CD, digital download, streaming   | 2                 | 2                 | 31                | –                 | - KOR: 1 863 416+ - JPN: 73 641+  |
| 2024       | You Had Me at Hello - Wydany: 13 maja 2024 - Wytwórnia: Wake One Entertainment - Format: CD, digital download, streaming | 1                 | 1                 | 23                | –                 | - KOR: 1 422 010+ - JPN: 82 946+  |
| 2024       | Cinema Paradise - Wydany: 26 sierpnia 2024 - Wytwórnia: Wake One Entertainment - Format: CD, digital download, streaming | 1                 | 4                 | 70                | –                 | - KOR: 1 109 520+ - JPN: 90 748+  |
| 2025       | Blue Paradise - Wydany: 24 lutego 2025 - Wytwórnia: Wake One Entertainment - Format: CD, digital download, streaming     | 1                 | 1                 | 38                | 28                | - KOR: 1 338 759+ - JPN: 100 987+ |
| Japońskie  | |                   |                   |                   |                   |                                   |
| 2025       | Prezent - Wydany: 29 stycznia 2025 - Wytwórnia: Lapone, Ariola Japan - Format: CD, digital download, streaming           | –                 | 1                 | 1                 | –                 | - JPN: 315 830+                   |

### Single
Single cyfrowe
| Rok                                                       | Tytuł                       | Najwyższa pozycja | Najwyższa pozycja | Najwyższa pozycja | Najwyższa pozycja | Najwyższa pozycja | Najwyższa pozycja | Najwyższa pozycja | Sprzedaż         | Album               |
| Rok                                                       | Tytuł                       | KOR               | KOR               | JPN               | JAP Hot           | NZ Hot            | SGP               | WW                | Sprzedaż         | Album               |
| Rok                                                       | Tytuł                       | Circle            | Songs             | JPN               | JAP Hot           | NZ Hot            | SGP               | WW                | Sprzedaż         | Album               |
| Koreańskie                                                | Koreańskie                  | Koreańskie        | Koreańskie        | Koreańskie        | Koreańskie        | Koreańskie        | Koreańskie        | Koreańskie        | Koreańskie       | Koreańskie          |
| --------------------------------------------------------- | --------------------------- | ----------------- | ----------------- | ----------------- | ----------------- | ----------------- | ----------------- | ----------------- | ---------------- | ------------------- |
| 2023                                                      | „In Bloom”                  | 38                | 7                 | –                 | 22                | 29                | 26                | 182               | dane niedostępne | Youth in the Shade  |
| 2023                                                      | „Crush”                     | 88                | 24                | –                 | 65                | –                 | –                 | –                 | dane niedostępne | Melting Point       |
| 2024                                                      | „Feel the Pop”              | 82                | –                 | –                 | 62                | –                 | –                 | –                 | dane niedostępne | You Had Me at Hello |
| 2024                                                      | „Good So Bad”               | 39                | 19                | –                 | 39                | –                 | –                 | –                 | dane niedostępne | Cinema Paradise     |
| 2025                                                      | „Doctor! Doctor!”           | 107               | –                 | –                 | –                 | –                 | –                 | –                 | dane niedostępne | Blue Paradise       |
| 2025                                                      | „Blue”                      | 58                | –                 | –                 | 88                | –                 | –                 | –                 | dane niedostępne | Blue Paradise       |
| Japońskie                                                 |                             |                   |                   |                   |                   |                   |                   |                   |                  |                     |
| 2024                                                      | „Yura Yura (Unmei no Hana)” | –                 | –                 | 1                 | 3                 | –                 | –                 | –                 | - JPN: 387 049+  | –                   |
| 2024                                                      | „Only One Story”            | –                 | –                 | –                 | –                 | –                 | –                 | –                 | dane niedostępne | Prezent             |
| 2025                                                      | „Now or Never”              | –                 | –                 | –                 | –                 | –                 | –                 | –                 | dane niedostępne | Prezent             |
| „–” oznacza, że singiel nie był notowany na danej liście. |                             |                   |                   |                   |                   |                   |                   |                   |                  |                     |

#### Pozostałe utwory notowane
| Rok                                                       | Tytuł                   | Najwyższa pozycja | Najwyższa pozycja | Album              |
| Rok                                                       | Tytuł                   | KOR               | KOR               | Album              |
| Rok                                                       | Tytuł                   | Circle            | Songs             | Album              |
| --------------------------------------------------------- | ----------------------- | ----------------- | ----------------- | ------------------ |
| 2023                                                      | „Back to Zerobase”      | 195               | –                 | Youth in the Shade |
| 2023                                                      | „New Kidz on the Block” | 140               | 20                | Youth in the Shade |
| 2023                                                      | „And I” (우주먼지)      | 162               | 25                | Youth in the Shade |
| 2023                                                      | „Our Season”            | 180               | –                 | Youth in the Shade |
| 2023                                                      | „Melting Point”         | 197               | –                 | Melting Point      |
| „–” oznacza, że singiel nie był notowany na danej liście. |                         |                   |                   |                    |

## Filmografia

### Reality show
- Boys Planet (2023, Mnet)[64]
- Camp Zerobaseone (2023, Mnet)[65]